# Neritina reclivata
Neritina reclivata är en snäckart som först beskrevs av Thomas Say 1822.  Neritina reclivata ingår i släktet Neritina och familjen båtsnäckor. Inga underarter finns listade i Catalogue of Life.

## Bildgalleri

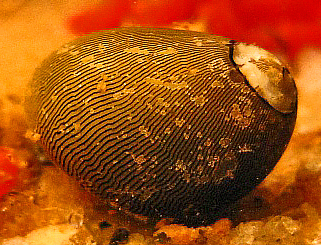